# Lijst van Belgische autosnelwegen
Dit is een lijst van autosnelwegen in België.
Belgische snelwegen hebben altijd een A- en meestal een E-nummer. Het E-nummer is het meest bekend, het A-nummer is slechts bekend als er geen E-nummer is. Het A-nummer heeft zwarte letters en cijfers op een witte achtergrond, vanaf 2026 witte letters op een groene achtergrond zoals de E-wegen. Autosnelwegen die (een deel van) een ring rond een stad beschrijven worden aangeduid met een R-nummer  (zwarte letters en cijfers op een witte achtergrond) (bijvoorbeeld R0 - Brussel), maar wegen met een R-nummer hoeven niet altijd autosnelweg te zijn (bijvoorbeeld R30 - Brugge). Sommige zeer korte stukjes autosnelweg, lussen, hebben een B-nummer (met de B van Bretelle), maar die zijn meestal niet onder dat nummer bekend (bijvoorbeeld rond Gent: B401 - afrit E17 naar Gent-Centrum, B402 - afrit E40 naar Flanders Expo)

Autosnelwegen (met A-nummer) en belangrijke ringwegen (Autosnelwegen met R-nummer) in België

## Autosnelwegen op A-wegen
- A1 (E19) : Brussel – Mechelen – Antwerpen – Nederland
- A2 (E314) : Leuven – Diest – Genk – Maasmechelen – Nederland
- A3 (E40) : Brussel – Leuven – Luik – Duitsland
- A4 (E411-gedeeltelijk en E25) : Brussel – Namen – Aarlen – Luxemburg
- A7 (E19 en E42) : Itter – Nijvel – La Louvière – Bergen – Frankrijk
- A8 (E429 en E42) : Halle – Doornik – Frankrijk
- A10 (E40-gedeeltelijk) : Brussel – Aalst – Gent – Brugge – Oostende
- A11 (E34) : Antwerpen – Brugge (zie ook N49)
- A12 : Brussel – Boom – Antwerpen – Nederland (deels autosnelweg)
- A13 (E313 en E34) : Antwerpen – Hasselt – Luik
- A14 (E17) : Antwerpen – Sint-Niklaas – Gent – Kortrijk – Frankrijk
- A15 (E42) : La Louvière – Charleroi – Namen – Luik
- A16 (E42) : Bergen – Doornik
- A17 (E403) : Brugge – Kortrijk – Doornik
- A18 (E40) : Brugge – Veurne – Frankrijk
- A19 : Kortrijk – Ieper
- A21 (E34) : Antwerpen – Turnhout – Nederland
- A25 (E25) : Luik – Wezet – Nederland
- A26 (E25) : Luik – Neufchâteau – Luxemburg
- A27 (E42) : Battice – Verviers – Malmedy – Sankt Vith – Duitsland
- A28 (E411) : Athus – Frankrijk
- A54 (E420) : Nijvel – Charleroi
- A112 : Antwerpen-Centrum – A12
- A201 : Brussel (NAVO) – Brussels Airport
- A501 : Familleureux – La Louvière
- A503 : Charleroi (R9) – Marcinelle (N577)
- A601 : Herstal (A3) – Fexhe-Slins (A13)
- A602 (E25) : Loncin (A3) – Angleur (aansluiting op A26)
- A604 : Hollogne-aux-Pierres (A15) – Jemeppe (N90)

### Geplande, nog niet aangelegde autosnelwegen
- A24 : Hasselt – Eindhoven (wordt aangelegd als N74)
- A102 : Ekeren (R1) – Wommelgem (A13)
- R11bis : Kontich/Edegem/Wilrijk - Wommelgem (A13)
- A605 : Cerexhe-Heuseux (A3) – Beaufays (A26)

### Ooit geplande, niet-aangelegde autosnelwegen
- A5 : Brussel - Waterloo
- A6 : Arquennes (A7) - Gouy (R3)
- A9 : Brussel - Westkust
- A11 : Brussel - Knokke-Heist
- A101 : Ranst (A13) – Mechelen (R6)
- A202 : Hoog-Itter – Quenast
- A301 : Jabbeke (A10) – Brugge (Blauwe Toren) (ooit geplande verlenging A17)

## Autosnelwegen op R-wegen (ringwegen)
- R0 : Brussel (enkel het gedeelte tussen Argenteuil en Leonard is geen autosnelweg)
- R1 : Antwerpen
- R2 : Antwerpen
- R3 : Charleroi
- R4 : Gent (deels autosnelweg)
- R5 : Bergen
  - R5a : Havré
- R8 : Kortrijk (deels autosnelweg)
- R9 : Charleroi

De meeste ringwegen zijn gewone nationale wegen; zie daarvoor het artikel Lijst van Belgische ringwegen.